# Chris Eagles
Christopher Mark Eagles (Hemel Hempstead, 19 novembre 1985) è un ex calciatore inglese, di ruolo centrocampista.

## Carriera
Entrato nelle file del Manchester United, i cinque anni che ha speso con lo United li ha trascorsi per la maggior parte in prestito con altre squadre. Il 28 aprile 2007, ha segnato il suo primo gol e unico ufficiale con la maglia dei Red devils, per firmare la vittoria per 4-2 sull'Everton.
Il 29 luglio 2008 è stato ufficializzato il suo trasferimento al Burnley con un contratto triennale.

## Statistiche

### Presenze e reti nei club
Statistiche aggiornate al termine della carriera
| Stagione                 | Squadra                  | Campionato               | Campionato | Campionato | Coppe nazionali | Coppe nazionali | Coppe nazionali | Coppe continentali | Coppe continentali | Coppe continentali | Altre coppe | Altre coppe | Altre coppe | Totale | Totale |
| Stagione                 | Squadra                  | Comp                     | Pres       | Reti       | Comp            | Pres            | Reti            | Comp               | Pres               | Reti               | Comp        | Pres        | Reti        | Pres   | Reti   |
| ------------------------ | ------------------------ | ------------------------ | ---------- | ---------- | --------------- | --------------- | --------------- | ------------------ | ------------------ | ------------------ | ----------- | ----------- | ----------- | ------ | ------ |
| 2003-2004                | Manchester Utd           | PL                       | 0          | 0          | FACup+CdL       | 0+2             | 0               | UCL                | 0                  | 0                  | CS          | 0           | 0           | 2      | 0      |
| 2004-gen. 2005           | Manchester Utd           | PL                       | 0          | 0          | FACup+CdL       | 1+3             | 0               | UCL                | 2                  | 0                  | CS          | 1           | 0           | 7      | 0      |
| gen.-giu. 2005           | Watford                  | FL                       | 13         | 1          | FACup+CdL       | -               | -               | -                  | -                  | -                  | -           | -           | -           | 13     | 1      |
| lug.-dic. 2005           | Sheffield Weds           | FL                       | 25         | 3          | FACup+CdL       | 0               | 0               | -                  | -                  | -                  | -           | -           | -           | 25     | 3      |
| dic. 2005-gen. 2006      | Manchester Utd           | PL                       | 0          | 0          | FACup+CdL       | 0               | 0               | UCL                | 0                  | 0                  | -           | -           | -           | 0      | 0      |
| gen.-giu. 2006           | Watford                  | FL                       | 17+1       | 3+0        | FACup+CdL       | 1+0             | 0               | -                  | -                  | -                  | -           | -           | -           | 25     | 3      |
| Totale Watford           | Totale Watford           | Totale Watford           | 30+1       | 4+0        |                 | 1               | 0               |                    | -                  | -                  |             | -           | -           | 32     | 4      |
| ago. 2006-gen. 2007      | N.E.C.                   | FL                       | 15         | 1          | CO              | 2               | 1               | -                  | -                  | -                  | -           | -           | -           | 17     | 2      |
| gen.-giu. 2006           | Manchester Utd           | PL                       | 2          | 1          | FACup+CdL       | 0               | 0               | UCL                | 0                  | 0                  | -           | -           | -           | 2      | 1      |
| 2007-2008                | Manchester Utd           | PL                       | 4          | 0          | FACup+CdL       | 0+1             | 0               | UCL                | 1                  | 0                  | CS          | 0           | 0           | 6      | 0      |
| Totale Manchester United | Totale Manchester United | Totale Manchester United | 6          | 1          |                 | 7               | 0               |                    | 3                  | 0                  |             | 1           | 0           | 18     | 1      |
| 2008-2009                | Burnley                  | FL                       | 43+3       | 7+0        | FACup+CdL       | 4+7             | 0               | -                  | -                  | -                  | -           | -           | -           | 57     | 7      |
| 2009-2010                | Burnley                  | PL                       | 34         | 2          | FACup+CdL       | 2+2             | 0+1             | -                  | -                  | -                  | -           | -           | -           | 38     | 3      |
| 2010-2011                | Burnley                  | FL                       | 43         | 11         | FACup+CdL       | 3+2             | 3+1             | -                  | -                  | -                  | -           | -           | -           | 48     | 15     |
| Totale Burnley           | Totale Burnley           | Totale Burnley           | 120+3      | 20+0       |                 | 20              | 5               |                    | -                  | -                  |             | -           | -           | 143    | 25     |
| 2011-2012                | Bolton                   | PL                       | 34         | 4          | FACup+CdL       | 4+3             | 1+1             | -                  | -                  | -                  | -           | -           | -           | 41     | 6      |
| 2012-2013                | Bolton                   | FL                       | 43         | 12         | FACup+CdL       | 3+1             | 0               | -                  | -                  | -                  | -           | -           | -           | 47     | 12     |
| 2013-2014                | Bolton                   | FL                       | 16         | 1          | FACup+CdL       | 2+0             | 0               | -                  | -                  | -                  | -           | -           | -           | 18     | 1      |
| Totale Bolton            | Totale Bolton            | Totale Bolton            | 93         | 17         |                 | 13              | 2               |                    | -                  | -                  |             | -           | -           | 106    | 19     |
| nov. 2014-gen. 2015      | Blackpool                | FL                       | 7          | 1          | FACup+CdL       | 0               | 0               | -                  | -                  | -                  | -           | -           | -           | 7      | 1      |
| feb.-giu. 2015           | Charlton                 | FL                       | 15         | 2          | FACup+CdL       | -               | -               | -                  | -                  | -                  | -           | -           | -           | 15     | 2      |
| ott. 2015-2016           | Bury                     | FL1                      | 4          | 0          | FACup+CdL       | 1+0             | 0               | -                  | -                  | -                  | -           | -           | -           | 5      | 0      |
| 2016-gen. 2017           | Accrington Stanley       | FL2                      | 6          | 0          | FACup+CdL       | 0+2             | 0               | -                  | -                  | -                  | ET          | 2           | 0           | 10     | 0      |
| gen.-giu. 2017           | Port Vale                | FL1                      | 20         | 4          | FACup+CdL       | -               | -               | -                  | -                  | -                  | -           | -           | -           | 20     | 4      |
| nov. 2017-2018           | Ross County              | SP                       | 8          | 0          | CS+CdL          | 1+0             | 0               | -                  | -                  | -                  | -           | -           | -           | 9      | 0      |
| 2019-gen. 2020           | Port Vale                | FL2                      | 15         | 0          | FACup+CdL       | 1+0             | 0               | -                  | -                  | -                  | ET          | 2           | 0           | 18     | 0      |
| Totale Carriera          | Totale Carriera          | Totale Carriera          | 368        | 53         |                 | 48              | 8               |                    | 3                  | 0                  |             | 5           | 0           | 424    | 61     |

## Palmares

### Competizioni nazionali
- Campionato inglese: 2

Manchester United: 2006-2007, 2007-2008
- Community Shield: 1

Manchester United: 2007

### Competizioni internazionali
- UEFA Champions League: 1

Manchester United: 2007-2008

### Competizioni giovanili
- FA Youth Cup: 1

Manchester United: 2002-2003